# بالا (چاد)
بالا (به عربی: بالا) شهری در چاد است که در Mayo-Dallah واقع شده‌است. بالا ۴۰٬۲۰۲ نفر جمعیت دارد و ۴۵۷ متر بالاتر از سطح دریا واقع شده‌است.

## جمعیت‌شناسی
| سال  | جمعیت  |
| ---- | ------ |
| ۱۹۹۳ | ۲۶٬۱۱۵ |
| ۲۰۰۸ | ۳۷٬۳۸۰ |